# Marc Hassenzahl
Marc Hassenzahl (* 1969) ist ein deutscher, promovierter Psychologe und seit 2016 Professor für Ubiquitous Design/Erlebnis und Interaktion am Institut für Wirtschaftsinformatik der Universität Siegen. 

## Leben
Im Jahr 2006 promovierte Marc Hassenzahl an der Technischen Universität Darmstadt im Fach Psychologie mit Auszeichnung. Nach zwei Jahren als Juniorprofessor für Wirtschaftspsychologie an der Universität Koblenz-Landau wurde er bis Oktober 2016 Professor für Experience and Interaction Design an der Fakultät für Gestaltung der Folkwang Universität der Künste. In der Ubiquitous-Design-Arbeitsgruppe arbeiten Designer, Psychologen und Informatiker an Prozessen, Methoden und Konzepten für die wohlbefindensorientierte, partizipative Gestaltung von Technik.
Er war von 2002 bis 2008 in unterschiedlichen Rollen im Vorstand der German UPA.
Praktische Erfahrung eignete er sich von 1998 bis 2000 als Usability Engineer bei der Siemens AG und 2000 bis 2001 als Senior Usability Consultant bei der User Interface Design GmbH an.

## Veröffentlichungen (Auszug)
- A Uhde, T Hoff, M Hassenzahl: Beyond Hiding and Revealing: Exploring Effects of Visibility and Form of Interaction on the Witness Experience, arXiv preprint arXiv:2307.05986, 2023
- R Ringfort-Felner, R Neuhaus, J Dörrenbächer, S Großkopp, ...: Design Fiction in a Corporate Setting–a Case Study,Proceedings of the 2023 ACM Designing Interactive Systems Conference, 2093-2108, 2023
- R Gerstenberg, R Albers, M Hassenzahl: Designing for Integration: Promoting Self-Congruence to Sustain Behavior Change, Proceedings of the 2023 ACM Designing Interactive Systems Conference, 725-739, 2023
- T Saßmannshausen, P Burggräf, M Hassenzahl, J Wagner: Human trust in otherware–a systematic literature review bringing all antecedents together, Ergonomics 66 (7), 976-998
- M Hassenzahl: Experience Design. Technology for all the right reasons (MorganClaypool), https://doi.org/10.1007/978-3-031-02191-6, ISBN 978-3-031-02191-6